# Maciel Monteiro
Antônio Peregrino Maciel Monteiro, 2.º barão de Itamaracá GCC (Recife, 30 de abril de 1804 — Lisboa, 5 de janeiro de 1868), foi um médico, poeta, político e diplomata brasileiro.

## Origem e família

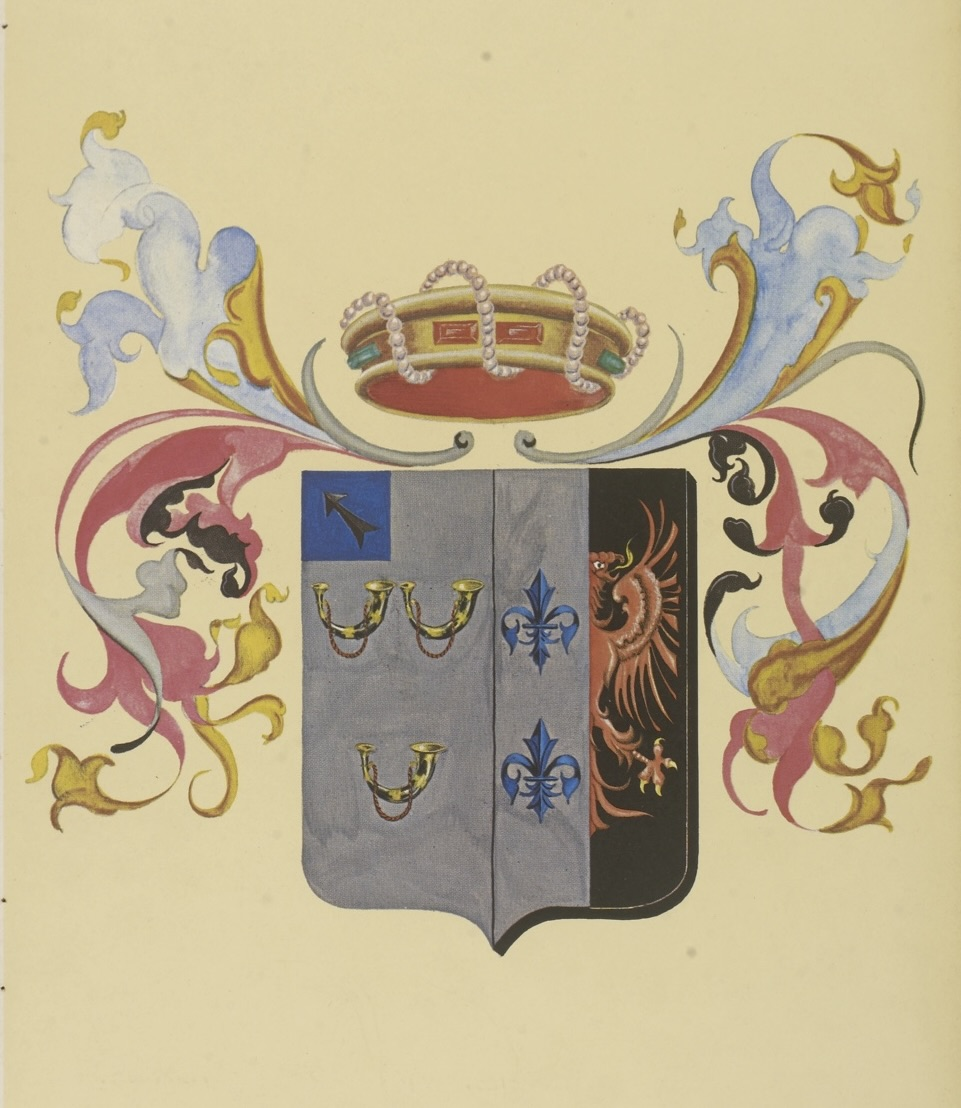
Brasão de armas do 2.º barão de Itamaracá.

Nascido no Recife, era filho de Manuel Francisco Maciel Monteiro e Manuela Lins de Mello. Era sobrinho de Tomás Antônio Maciel Monteiro, 1.º barão de Itamaracá.

## Formação e profissão
Estudando na Universidade de Paris, formou-se em letras em 1824, em ciências em 1826 e em medicina em 1829. Voltou a Recife em 1829, onde iniciou a clinicar.
Foi diretor do Curso de Direito de Olinda em 1839, sucedendo a José Pedro de Araújo Lima.

## Atuação na política
Ingressando na política, em 1833, foi deputado em vários períodos legislativos, ministro dos Negócios Estrangeiros, de 19 de setembro de 1837 a 1839, quando discutiu a questão do Oiapoque com a França.
Nomeado ministro plenipotenciário do Brasil em Lisboa, aí permaneceu até sua morte. Como poeta, consagrou-se com poesias de ocasião, algumas das quais se tornaram famosas, sobretudo o soneto Formosa, qual Pincel em Tela Fina….

## Condecorações
- Oficial da Imperial Ordem do Cruzeiro (1841);
- Dignitário da Imperial Ordem da Rosa (1854);
- Grã-Cruz da Ordem Militar de Cristo (1854);
- Grã-Cruz da Ordem de São Gregório Magno (1855).[3]